# P.E.N.-Zentrum Japan
Das P.E.N.-Zentrum Japan (jap. 社団法人日本ペンクラブ, Shadanhōjin Nihon Pen Kurabu) ist ein eingetragener, rechtsfähiger Verein, der als Nichtregierungsorganisation und als Schriftstellervereinigung den Schutz der Meinungs-, Rede- und Pressefreiheit zum Ziel hat. Darüber hinaus strebt der P.E.N. nach der Förderung der Kultur und dem internationalen Austausch. Der japanische P.E.N.-Club wurde am 26. November 1935 gegründet. Die Gründung steht in Zusammenhang mit dem politischen Hintergrund: nach der Errichtung des Marionettenstaat Manchukuo in China, der vom Völkerbund nicht anerkannt und als völkerrechtswidrige Aktion verurteilt wurde, zog Japan seine Delegation zurück und trat am 27. März 1933 aus dem Völkerbund aus. Liberale und Schriftsteller sahen darin die Gefahr der Isolierung Japans und nahmen dies zum Anlass auf Anregung des internationalen P.E.N.-Clubs in London das japanische P.E.N.-Zentrum zu gründen. Die Anregung ging an Yanagisawa Takeshi, den Leiter der Abteilung für kulturelle Angelegenheiten des japanischen Außenministeriums. Das erklärt auch die besondere Rolle des Ministeriums als Kontrollorgan. Gegenwärtig besitzt die Vereinigung ca. 1.900 Mitglieder.

## Grunddaten
- Sitz: 20-3, Nihonbashi-Kabutochō, Chūō-ku, Tokio
- Präsident: Jirō Asada
- Vizepräsidenten: Akiko Shimojū, Susumu Nakanishi
- Geschäftsführer: Shinobu Yoshioka
- Anzahl der Vorstandsmitglieder: zwischen 20 und 40 Personen
- Anzahl der Kontrollmitglieder: 2–3 Personen

## Vorsitzende
- Shimazaki Tōson (1935–1943)
- Hakuchō Masamune (1943–1947)
- Shiga Naoya (1947–1948)
- Kawabata Yasunari (1948–1965)
- Serizawa Kōjirō (1965–1974)
- Nakamura Mitsuo (1974–1975)
- Ishikawa Tatsuzō (1975–1977)
- Takahashi Kenji (1977–1981)
- Yasushi Inoue (1981–1985)
- Endō Shūsaku (1985–1989)
- Ōoka Makoto (1989–1993)
- Ozaki Hotsuki (1993–1997)
- Umehara Takeshi (1997–2003)
- Inoue Hisashi (2003–2007)
- Atōda Takashi (2007–2011)
- Asada Jirō (ab 2011)